# Thüringer Fußball-Verband
Der Thüringer Fußball-Verband e. V. (TFV) ist die Dachorganisation aller 1.019 Fußballvereine in Thüringen mit 101.361 Mitgliedern und 2.660 Mannschaften. Der TFV ist einer der 21 Landesverbände des DFB und Mitglied im Nordostdeutschen Fußballverband.
Der Verband wurde am 1. März 1990 in Bad Blankenburg gegründet. Am 9. Juni 1990 fand in Bad Blankenburg der erste Verbandstag statt. Sitz des Verbandes ist die Landeshauptstadt Erfurt. Aktuell wird der Verband vom Präsidenten Udo Penßler-Beyer geführt.

## Verbandsstruktur
Der TFV gliedert sich seit der Verbandsstrukturreform 2012 in neun Kreisfußballausschüsse (KFA). Bis dahin war der Verband in drei Fußballbezirke (West-, Ost- und Südthüringen), die wiederum in insgesamt 21 Fußballkreise unterteilt waren, untergliedert gewesen.
Die neun Kreisfußballausschüsse:
- KFA Eichsfeld-Unstrut-Hainich
- KFA Nordthüringen
- KFA Erfurt-Sömmerda
- KFA Westthüringen
- KFA Rhön-Rennsteig
- KFA Mittelthüringen
- KFA Jena-Saale-Orla
- KFA Ostthüringen
- KFA Südthüringen

## Ligastruktur
Sowohl im Männer- als auch im Frauenbereich werden vom TFV die Thüringenliga (Männer, offiziell geomix Thüringenliga) und die Frauen Thüringenliga, beide auch Verbandsliga genannt, als höchste landesweite Spielklasse organisiert. Bei den Männern ist sie die 6. Stufe in der Ligenhierarchie des deutschen Fußballs sowie die Jüttner Landesklasse Thüringen die 7. Stufe. Die Frauen Thüringenliga ist die 4. Stufe im Ligasystem. Während die Landesklasse bei den Männern in drei Staffeln 1–3 unterteilt ist, existiert im Frauenbereich seit der Saison 2021/22 keine Landesklasse mehr. Die in der Ligahierarchie nachfolgenden Spielklassen werden von den neun Kreisfußballausschüssen organisiert. Oberste Spielklasse im Männerbereich ist dort jeweils die Kreisoberliga. Diese Spielklasse ersetzte ab der Saison 2012/13 die erst 2010/11 eingeführte Regionalklasse. Darunter folgen die Kreisliga mit bis zu drei Staffeln sowie die 1. und 2. Kreisklasse mit ebenfalls bis zu drei Staffeln.

## Pokalwettbewerbe
- Männer: Thüringer Landespokal (Herren); AOK-Plus-Landespokal Thüringen (A-Junioren, B-Junioren, C-Junioren, D-Junioren)
- Frauen: Thüringer Landespokal (Frauen)

Die Pokalsieger der Herren, der A-Junioren sowie der Frauen sind jeweils für den DFB-Pokal der darauffolgenden Saison qualifiziert.

## Vereine des TFV in höheren Ligen | Saison 2024/25

Altes Logo des TFV

### Männer
| Nationale Ligastufe | Bezeichnung          | Anzahl | Vereine                                                |
| ------------------- | -------------------- | ------ | ------------------------------------------------------ |
| 1.                  | Bundesliga           | –      | –                                                      |
| 2.                  | 2. Bundesliga        | –      | –                                                      |
| 3.                  | 3. Liga              | –      | –                                                      |
| 4.                  | Regionalliga Nordost | 3      | FC Rot-Weiß Erfurt, FC Carl Zeiss Jena, ZFC Meuselwitz |
| 5.                  | NOFV-Oberliga Süd    | 2      | BSG Wismut Gera, FC Einheit Rudolstadt                 |

### Frauen
| Nationale Ligastufe | Bezeichnung                 | Anzahl | Vereine                               |
| ------------------- | --------------------------- | ------ | ------------------------------------- |
| 1.                  | Frauen-Bundesliga           | –      | –                                     |
| 2.                  | 2. Frauen-Bundesliga        | 1      | FC Carl Zeiss Jena                    |
| 3.                  | Frauen-Regionalliga Nordost | 2      | 1. FFV Erfurt, FC Carl Zeiss Jena U21 |

### Junioren
| Nationale Ligastufe | Bezeichnung                        | Anzahl | Vereine            |
| ------------------- | ---------------------------------- | ------ | ------------------ |
| 1.                  | A-Junioren-Bundesliga Nord/Nordost | 1      | FC Carl Zeiss Jena |
| 1.                  | B-Junioren-Bundesliga Nord/Nordost | –      | –                  |

## Erfolgreichste Vereine
Die seit der Verbandsgründung im Jahre 1990 erfolgreichsten Vereine im Männerbereich sind der FC Rot-Weiß Erfurt und der FC Carl Zeiss Jena, die beide für einige Spielzeiten in der 2. Bundesliga gespielt haben. Auch im Juniorenbereich sind diese Vereine am erfolgreichsten. Einen Erstbundesligisten im Männerbereich hat der TFV bislang noch nicht stellen können. Im Frauenbereich ragt der USV Jena hervor, der 1991 letzter ostdeutscher Fußballmeister wurde sowie in der Saison 1991/92 und von der Spielzeit 2008/09 bis 2017/18 der Frauen-Bundesliga angehörte. Zudem erreichte der Verein 2010 das DFB-Pokalfinale der Frauen.

## Übergeordnete Verbände
- Fédération Internationale de Football Association (FIFA)
- Union of European Football Associations (UEFA)
- Deutscher Fußball-Bund (DFB)
- Nordostdeutscher Fußballverband (NOFV)